# ヴァスト
ヴァスト（イタリア語: Vasto）は、イタリア共和国アブルッツォ州キエーティ県にある、人口約41,000人の基礎自治体（コムーネ）。

## 地理

### 位置・広がり

#### 隣接コムーネ
隣接するコムーネは以下の通り。
- カザルボルディーノ
- クペッロ
- モンテオドリージオ
- ポッルトリ
- サン・サルヴォ

## 行政

### 分離集落
ヴァストには、以下の分離集落（フラツィオーネ）がある。
- Difenza, Incoronata, Lebba, Montevecchio, Pagliarelli, Piana di Marco, Pozzitello, Punta Penna, San Biagio, Codalfa, San Lorenzo, San Nicola, Sant'Antonio Abate, San Tommaso, Vasto Marina, Vignola, Casarza, Villa De Nardis, Zimarino